# Trisztán és Izolda (opera)
A Trisztán és Izolda (németül Tristan und Isolde) Richard Wagner egyik háromfelvonásos operája (WWV 90). Librettóját a zeneszerző írta Gottfried von Straßburg versregénye alapján. Ősbemutatójára 1865. június 10-én került sor a müncheni Königliches Hof- und Nationaltheaterben. Magyarországon 1901. november 28-án mutatták be a budapesti operaházban.

## Története
Wagner 1840-ben, Hermann Kurz (1813–1873) modern átdolgozásában olvasta először Gottfried von Strassburg Tristanját, de csak 1856-ban, a Siegfried komponálásának megszakításakor kezdett foglalkozni operává történő feldolgozásával. Elhatározását három hatás motiválta. Egyre közelebb érezte magát Schopenhauer filozófiájához, melynek lényege a világ okszerűségén felülemelkedő valóság. Másodsorban ekkor ismerkedett meg és szeretett bele Mathilde Wesendonckba, barátja és kiadója feleségébe. A harmadik ösztönző ok a Ring-tetralógia előadhatóságával kapcsolatos aggodalma volt, ami könnyen előadható, egyestés opera megírására ösztönözte.
A szövegkönyv 1857 augusztusának végére készült el, az utolsó korrekciókra Zürichben került sor. A komponálás ez év decemberében, ugyancsak a svájci városban kezdődött, majd a második felvonás elkészítésével 1858–59-ben Velencében folytatódott, végül a harmadik felvonás partitúrájának lezárásával 1859. augusztus 9-én, Luzernben fejeződött be. A bemutatóra azonban várni kellett. Több színháznál is próbálkozott, de mindenhol visszautasításra talált. Végül II. Lajos bajor király közbenjárásával Münchenben mutatták be 1865. június 10-én. A közönség és a sajtó, a zenekritikusok vegyes érzelmekkel fogadták. A korabeli tudósítások nagy sikert emlegetnek, de mindössze háromszor adták elő. Közel egy évtized múlva indult el az opera diadalútjára. Előbb Weimarban, majd Berlin, utána pedig Németország és Európa összes vezető operaházában színre vitték.

## Szereplők

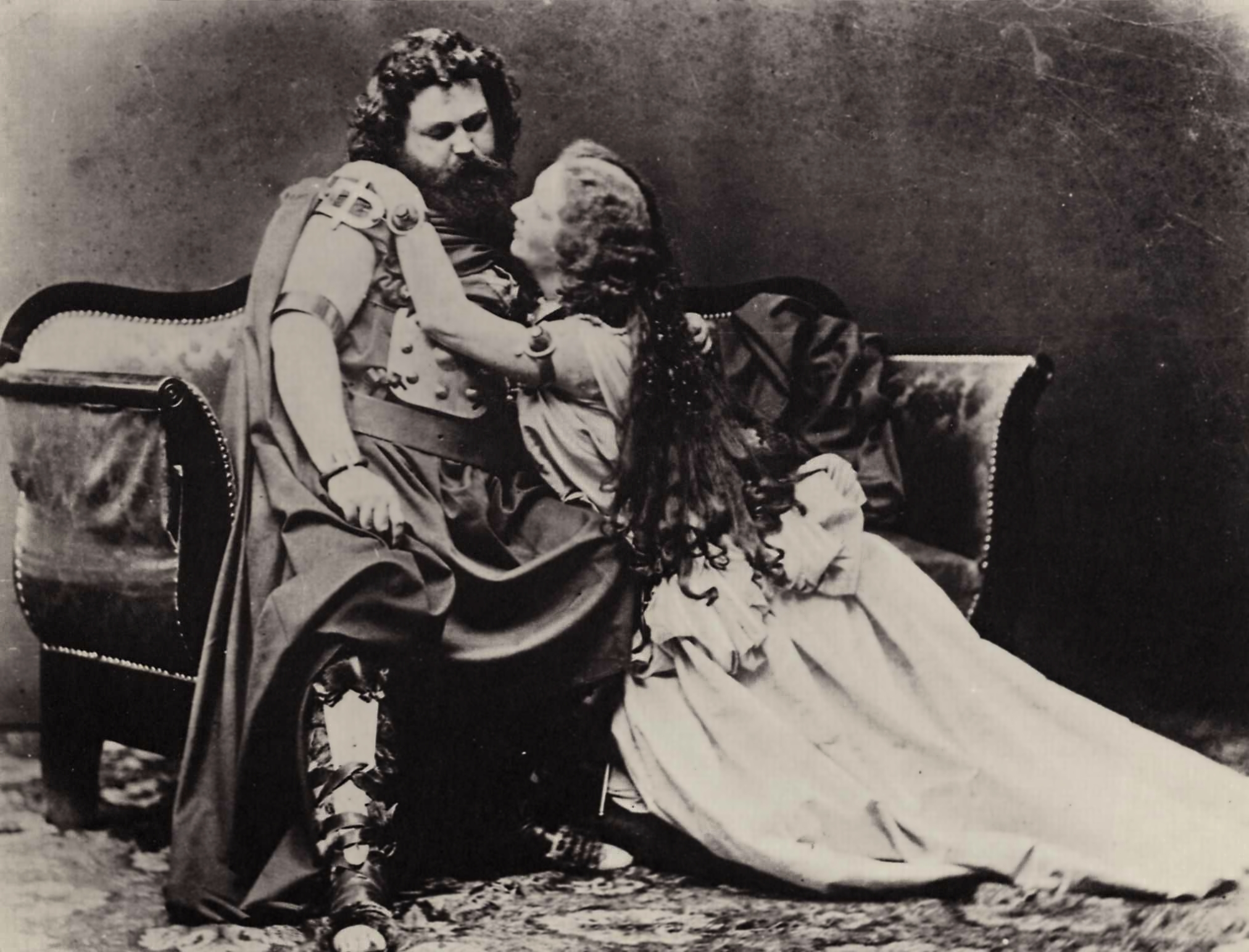
Ludwig és Malwine Schnorr von Carolsfeld a főszerepekben az 1865-ös bemutatón

| Szereplő                       | Hangfekvés                |
| ------------------------------ | ------------------------- |
| Trisztán                       | tenor                     |
| Izolda                         | szoprán vagy mezzoszoprán |
| Marke király                   | basszus                   |
| Kurwenal                       | bariton                   |
| Melot                          | tenor                     |
| Brangäne                       | mezzoszoprán              |
| Pásztor                        | tenor                     |
| Kormányos                      | bariton                   |
| Fiatal hajós hangja            | tenor                     |
| Matrózok, lovagok, udvaroncok. |                           |

## Cselekménye

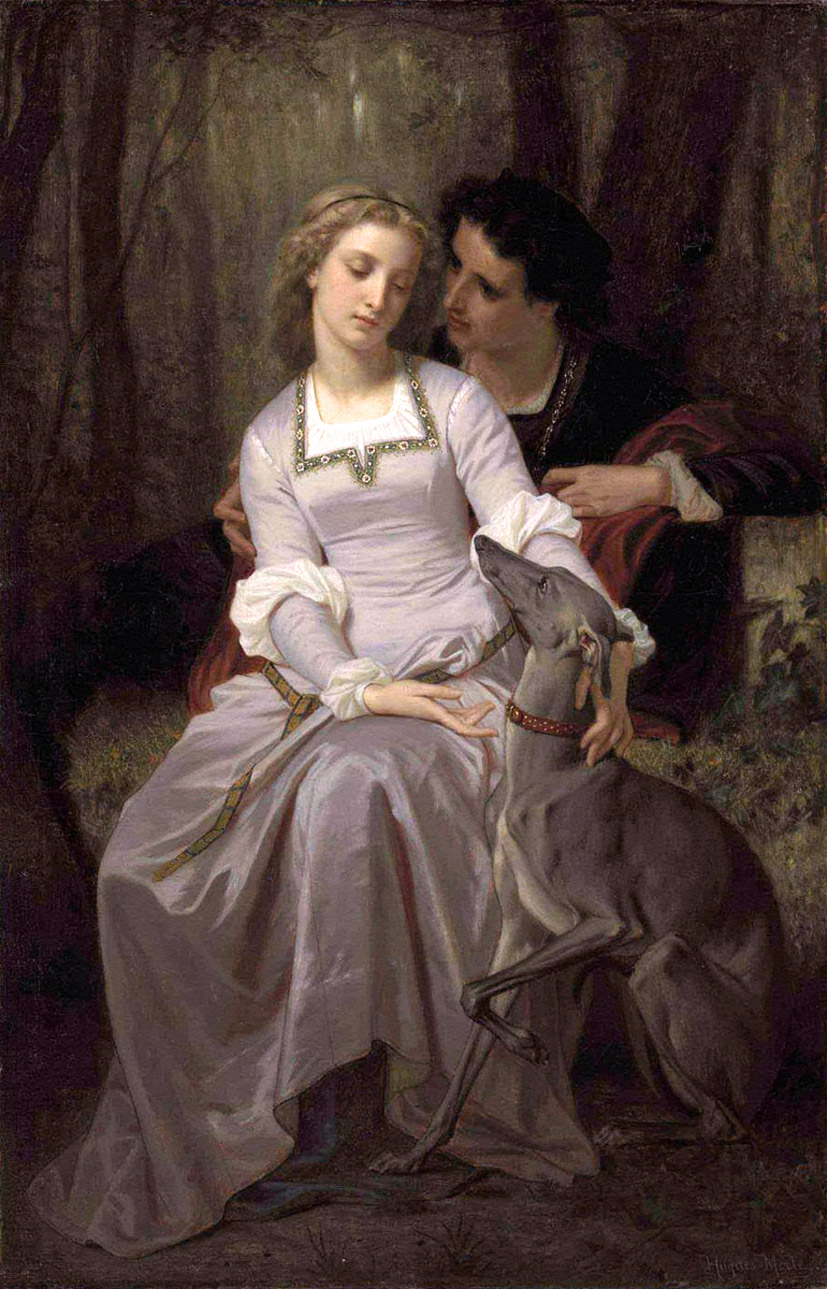
Trisztán és Izolda (Hughes Merle festménye)

Helyszín: Írország, Cornwall, Bretagne
Idő: a középkorban

### A mű előtörténete
Trisztán – Marké király unokaöccse – árva gyerekként látta meg a napvilágot. Apja, Riwalin, Lyonesse királya, még születése előtt meghalt, anyja, Blanchefleur, Marke király húga haldokolva adott neki életet. Kurwenal, Riwalin egykori fegyverhordozója felügyeletével nagybátyja udvarában, Cornwall királyságban nevelkedett és hamar kitűnt bátorságával, fegyverforgató tudományával. Amikor az ír sereg a nagyobb adó fizetését megtagadó Marke király ellen indult, pártfogója védelmezésére Trisztán is hadba szállt. Megölte az ellenség legvitézebb katonáját, Moroldot, Izolda vőlegényét, de maga is megsebesült. Ellenfele kardját ugyanis Izolda lassan ölő méreggel itatta át, amely nem gyógyuló, fájdalmas sebet okozott. Mivel tudomására jutott, hogy sérülésére csak az ír királylány, Izolda ismeri a gyógyírt, álnéven, magát Tantrisznak mondva, hozzá utazott. Az ír udvarban értesült arról, hogy annak oltalmába helyezte magát, aki megölt ellenfele jegyese volt. Izolda meggyógyította, egy alkalommal azonban sikerült megkaparintania Tantrisz kardját és azon felfedezte penge egy darabjának hiányát, pontosan akkora vasdarabét, amilyent a megölt Morold fejében talált. Ekkor Tantrisz és Trisztán azonosságáról meggyőződve, bosszúfogadalmának megfelelően felemelte a kardot, hogy lesújtson a lábadozóra. Amikor azonban az egyetlen mozdulattal sem védekező hős szemébe nézett, egy csapásra beleszeretett. Karja elerőtlenedett és leengedte a fegyvert. Trisztán időközben felerősödött és hazatért. A két ország ezalatt új megállapodást kötött, amely értelmében Izolda Marke király felesége lesz. Trisztán kapta a feladatot, hogy követként az ír udvarba menjen és Izoldát Cornwallba vigye.

### Első felvonás
Helyszín: Trisztán hajóján
Izoldát szerelmi bánat gyötri. Úgy érzi, Trisztán elárulta, hiszen nem magának, hanem egy általa nem is ismert királynak, egy egykori gyűlölt ellenfélnek viszi őt feleségül. Bizalmasát, Brangänét kéri, vigye a férfit hozzá, de Trisztán – akiben szintén szerelem támadt az asszony iránt – udvariasan elutasítja kérését. Megfogadta ugyanis, hogy az út során nem beszél Izoldával, csak hűséges kísérőként, biztonságát óvó lovagként áll mellette. Brangäne emlékezteti Izoldát anyja varázstudományára és azokra a varázsitalokra, amelyeket magukkal hoztak és egy ládikában őriznek. Amikor aztán Kurwenal felkeresi Izoldát, hogy készülődjön, mert rövidesen kikötnek és a parton várja jövendőbelije, az asszony hűvösen azt válaszolja, hogy addig nem lép Cornwall földjére, míg Trisztán meg nem követi Morold megöléséért. Ezután utasítja Brangänét, vegye ki a ládikából a szent halálitalt és töltse egy serlegbe. Az a szándéka, hogy mindketten igyanak a békeserlegből, így ő megmenekül a szégyentől, hogy legyőzőjük asszonya legyen, Morold gyilkosa pedig elnyeri méltó büntetését. A hajó horgonyt vet és Trisztán Izolda kérésének megfelelően megjelenik lakrészében. Az asszony felelősségre vonja hűvös, visszautasító magatartásáért, majd, békülékenységet színlelve azt javasolja, igyanak a békepohárból, így Trisztán azt mondhatja majd urának, hogy jövendőbelijével, akinek egykori vőlegényét megölte, békét kötöttek. A lovag, miután Izolda is így tett, iszik a pohárból. Brangäne azonban méreg helyett bájitalt töltött a pohárba, így a halál helyett forró szerelem támad szívükben.

### Második felvonás

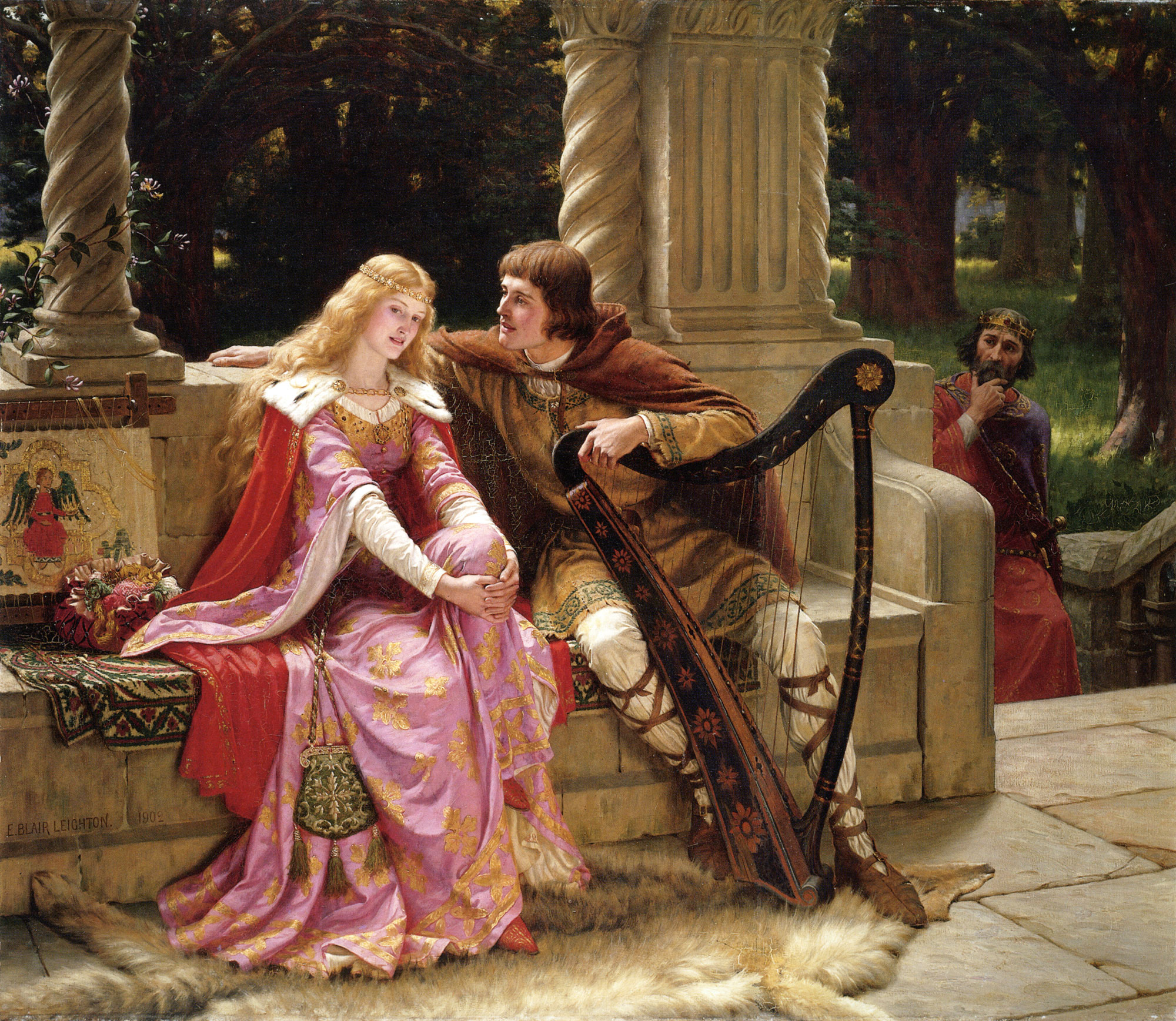
Trisztán és Izolda (Edmund Blair Leighton festménye)

Helyszín: Kertrészlet Izolda szobája előtt, Marke király várában, Cornwallban
A király és udvartartása vadászatra indul. Izolda titokban megegyezett Trisztánnal: éjjel, fáklyája eloltásával ad jelt számára, hogy várja. Brangänét kétségek gyötrik. Úgy gondolja, e szokatlan, kései órán rendezett vadászat csak álca, a gyanakvó király kelepcéje. Trisztán ellenfelei, köztük egykori barátja, Melot, alig várják, hogy a gyorsan magas rangba emelkedett hőst beárulhassák uruknál. A királylány azonban nem hisz szavainak és utasítást ad a fáklya eloltására. A hűséges Brangäne most már átkozza magát meggondolatlan tettét, a két ital szándékos összecseréléséért, félti asszonyát. A két szerelmes mindezzel mit sem törődik. Önfeledten fonódnak egymás karjaiba, észre sem veszik, hogy hajnalodik. Kurwenal rohan be hozzájuk, hogy figyelmeztesse a lovagot a veszélyre, de későn érkezik. A diadalittas Melot vezetésével megjelenik Marke király. Az uralkodó őszintén megdöbben a látottakon: trónját és országa megmaradását a lovagnak köszönheti, aki most mégis rútul elárulta őt. Trisztán nem tud magyarázatot adni a királynak, hozzátéve, ha tudna is, azt az uralkodó úgysem értené meg. Csendesen búcsúzik az élettől, már egy másik létbe készülve, ahol boldogan egyesülhet majd választottjával. Izoldához fordul kérve, kövesse őt. A királylány is elkívánkozik. Cornwall idegen ország a számára, Trisztán volt az egyetlen, aki idekötötte. Egy csókot váltanak, majd Trisztán Melothoz fordul. Fejére olvassa, hogy irigység és féltékenység késztette az ellene fordulásra, s hogy kész vele párbajt vívni. Melot erre kardot ránt, és mély sebet ejt egykori barátján. Trisztán ájultan hull a földre.

### Harmadik felvonás
Helyszín: Trisztán vára Careolban, Bretagne-ban
A hűséges Kurwenal Careol várába hozta a súlyosan sérült lovagot. Eszébe jut, hogy Izolda egyszer már meggyógyította gazdáját, abban reménykedik, hogy ez most is sikerülnie fog. Megkéri ezért a közelben tartózkodó pásztort, hogy figyelje a tengert és dudájával adjon jelet, ha hajót lát felbukkanni. A lassan magához térő Trisztánt újabb és újabb lázroham, delírium fogja el. Vízióiban újraéli Izolda megismerését és kitörő szerelmük történetét. Közben felötlik előtte a szeretett lány képe, amint magához hívja. Egy újabb látomás a varázsital képét vetíti föl, amelyet most átokkal illet, mert olyan tüzet támasztott benne, ami halni sem engedi. Egyszer csak felhangzik a pásztor jeladása, Izolda hajója megérkezett. Kurwenal minden könyörgése ellenére Trisztán letépi kötéseit és szinte önkívületben, vérző testtel siet kedvese fogadására. Amint az asszony karjaiba zárja, nevével ajkán, a hős örökre lehunyja szemeit. A pásztor újabb jelt ad, egy második hajó is közeledik. Kurwenal látván, hogy Marke király hajója az, attól tartva, hogy a király bosszút állni érkezik, fegyverbe szólítja embereit. A partra szállók közül elsőként Brangäne siet elő. Elmondja, hogy mindenről őszintén beszámolt a királynak. Ő volt az, aki asszonya utasítását megszegve méreg helyett bájitalt töltött a pohárba, s ennek hatása alatt vesztette el a két szerelmes önuralmát. A király azért jön most, hogy kihirdesse: megbocsát Trisztánnak és Izolda is a felesége lehet. Kurwenal azonban gazdája halála feletti haragjában megöli Melot-t, majd a királyra támad. Marke emberei azonban körbefogják és megölik. A király megrendülten lép Trisztán elé, de az már nem hallhatja egykori kedves, leghűségesebb barátjaként hangzó szólítását. Izolda lép elő. Már mindenről értesült Brangänétól. Számára Trisztán nem halt meg, csak egy másik világban él tovább. Átszellemülten énekli a szerelmi halál melódiáját, majd mámoros extázisban Trisztán holttestére zuhan.

## Híres részletek
- Westwärts schweift der Blick – a fiatal hajós dala (első felvonás)
- Wie lachend sie mir Lieder singen – Izolda elbeszélése (első felvonás)
- Nicht Hörnerschall tönt so hold – Izolda és Brangäne jelenete (első felvonás)
- O sink’ hernieder, Nacht der Liebe – Izolda és Trisztán szerelmi kettőse (második felvonás)
- Einsam wachend in der Nacht – Brangäne intelem (második felvonás)
- Tatest du’s wirklich? Wähnst du das? – Marke király monológja (második felvonás)
- Wohin nun Tristan scheidet – Trisztán monológja (második felvonás)
- Wie sie selig, heher und milde – Trisztán látomása (harmadik felvonás)
- Mild und leise, wie er lächelt – Izolda szerelmi halála (harmadik felvonás)
- Tristan és Isolde II – Frau Minne will: es werde Nacht! – YouTube.com, (magyar felirattal) Közzététel: 2020. nov. 19.

## Diszkográfia
- Helga Dernesch (Izolda), Jon Vickers (Trisztán), Christa Ludwig (Brangäne), Walter Berry (Kurwenal), Karl Ridderbusch (Marke király) stb.; Nyugat-berlini Német Opera Énekkara, Berlini Filharmonikusok, vez.: Herbert von Karajan (1971–72) EMI CMS 7 69319 2

## Bibliográfia

### Elsődleges források
- John Deathridge/Martin Geck/Egon Voss, Wagner Werk-Verzeichnis. Verzeichnis der musikalischen Werke Richard Wagners und ihrer Quellen, Mainz (Schott), 1986, ISBN 978-3-7957-2201-2
- Richard Wagner: Tristan und Isolde, a partíció első kiadása, Mainz (Schott), 1865
- Richard Wagner: Tristan und Isolde, az autográf pontszámának faxszáma, München (Dreimasken Verlag), 1923
- Richard Wagner: Tristan und Isolde, WWV 90, történelmi-kritikus kiadás, ed. Isolde Vetter, 3 voll., Mainz (Schott), 1990-1994
- Richard Wagner: Tristan und Isolde, WWV 90, történelmi-kritikus kiadás, Documentenband, ed. Egon Voss & Gabriele E. Mayer, Mainz (Schott), 2009
- Richard Wagner: Tristan und Isolde, az autográf pontszámának faxszáma, Kassel (Bärenreiter), 2013
- Richard Wagner, Tristan és Isolde. Cselekmény három felvonásban, 1865. Szövegkönyv a motívumok feltüntetésével; ford. Jánszky Lengyel Jenő, sajtó alá rend., motívumok, kottapéldák összeáll. Király László és Molnár Eszter; Wagner Ring Alapítvány, Budapest, 2013

### Másodlagos irodalom
- Carolyn Abbate: Unsung Voices: Opera and Musical Narrative in the Nineteenth Century, Princeton (Princeton University Press), 1991
- Carolyn Abbate: Die ewige Rückkehr von »Tristan«, in: Annegret Fauser/Manuela Schwartz (edd.), Von Wagner zum Wagnérisme. Musik ─ Literatur ─ Kunst ─ Politik, Leipzig (Leipziger Universitätsverlag), 1999, pp. 293-313.
- Theodor W. Adorno, Versuch über Wagner, »Gesammelte Schriften«, vol. 13, Frankfurt (Suhrkamp), 1971; Magyar fordítás: Wagner, ford. Endreffy Zoltán, Európa, Budapest 1985, (Mérleg), ISBN 963-07-3692-6
- Anna Bahr-Mildenburg: Darstellung der Werke Richard Wagners aus dem Geiste der Dichtung und Musik. »Tristan und Isolde«. Vollständige Regiebearbeitung sämtlicher Partien mit Notenbeispielen, Leipzig/Wien (Musikwissenschaftlicher Verlag), 1936
- Ulrich Bartels: Analytisch-entstehungsgeschichtliche Studien zu Wagners »Tristan und Isolde« anhand der Kompositionsskizze des zweiten und dritten Aktes, Köln (Studio), 1995
- Dieter Borchmeyer: Das Theater Richard Wagners. Idee ─ Dichtung ─ Wirkung, Stuttgart (Reclam), 1982
- Eric Chafe: The Tragic and the Ecstatic: The Musical Revolution of Wagner's »Tristan und Isolde«, Oxford/New York (Oxford University Press), 2005, ISBN 978-0-19-517647-6.
- Carl Dahlhaus: Wagners Konzeption des musikalischen Dramas, Regensburg (Bosse), 1971, <2>München/Kassel (dtv/Bärenreiter), 1990
- Carl Dahlhaus/John Deathridge: Wagner, Zeneműkiadó, Budapest, 1988, ISBN 963-330-663-9
- John Deathridge, "Wagner Beyond Good and Evil", Berkeley/CA (California Univ. Press), 2008, ISBN 978-0-520-25453-4
- Klaus Ebbeke: Richard Wagners »Kunst des Übergangs«. Zur zweiten Szene des zweiten Aktes von »Tristan und Isolde«, insbesondere zu den Takten 634-1116, in: Josef Kuckertz/Helga de la Motte-Haber/Christian Martin Schmidt/Wilhelm Seidel (edd.), Neue Musik und Tradition. Festschrift Rudolf Stephan zum 65. Geburtstag, Laaber (Laaber), 1990, pp. 259-270.
- Irmtraud Flechsig: Beziehungen zwischen textlicher und musikalischer Struktur in Richard Wagners »Tristan und Isolde«, in: Carl Dahlhaus (ed.), Das Drama Richard Wagners als musikalisches Kunstwerk, Regensburg (Bosse), 1970, pp. 239-257.
- Arthur Groos: Appropriation in Wagner's »Tristan« libretto, in: Arthur Groos/Roger Parker (ed.): Reading Opera, Princeton (Princeton University Press), 1988, pp. 12-33.
- Arthur Groos (ed.): Richard Wagner, »Tristan und Isolde«, Cambridge University Press, Cambridge 2011
- Adriana Guarnieri Corazzol: Tristano, mio Tristano. Gli scrittori italiani e il caso Wagner, Bologna (Il Mulino), 1988
- Serge Gut: Tristan et Isolde, Fayard, Paris 2014, ISBN 978-2-213-68113-9
- Brigitte Heldt: Richard Wagner, »Tristan und Isolde«. Das Werk und seine Inszenierung, Laaber-Verlag, Laaber 1994
- William Kinderman: Das »Geheimnis der Form« in Wagers »Tristan und Isolde«, in: Archiv für Musikwissenschaft 40/1983, pp. 174-188.
- György Kroó, Richard Wagner, Gondolat Kiadó, Budapest, 1968
- Klaus Kropfinger: Wagner und Beethoven: Studien zur Beethoven-Rezeption Richard Wagners, Regensburg (Bosse), 1974
- Ernst Kurth: Romantische Harmonik und ihre Krise in Wagners »Tristan«, Berlin (Max Hesse), 1923, Reprint: Hildesheim (Olms), 1968
- Kii-Ming Lo, »Im Dunkel du, im Lichte ich!« ─ Jean-Pierre Ponnelles Bayreuther Inszenierung von »Tristan und Isolde«, in: Naomi Matsumoto et al. (ed.), The Staging of Verdi & Wagner Operas, Turnhout (Brepols), 2015, pp. 307-321.
- Kii-Ming Lo/Jürgen Maehder: Ai zhi si ─ Wagner's »Tristan und Isolde« [= Liebestod ─ »Tristan und Isolde« von Richard Wagner], Gao Tan Publishing Co., Taipei 2014,ISBN 978-986-6620-50-8
- Jürgen Maehder, A Mantle of Sound for the Night ─ Timbre in Wagner's »Tristan und Isolde«, in: Arthur Groos (ed.), Richard Wagner, »Tristan und Isolde«, Cambridge (Cambridge University Press), 2011, pp. 95-119 & 180-185.
- Jürgen Maehder: Wagner-Forschung versus Verdi-Forschung ─ Anmerkungen zum unterschiedlichen Entwicklungsstand zweier musikwissenschaftlicher Teildisziplinen, in: Arnold Jacobshagen (ed.), Verdi und Wagner, Kulturen der Oper , Wien/Köln (Böhlau), 2014, pp. 263–291, ISBN 978-3-412-22249-9
- Jürgen Maehder: The Intellectual Challenge of Staging Wagner: Staging Practice at Bayreuth Festival from Wieland Wagner to Patrice Chéreau, in: Marco Brighenti/Marco Targa (edd.), Mettere in scena Wagner. Opera e regia fra Ottocento e contemporaneità, Lucca (LIM), 2019, pp. 151–174.
- Claus-Steffen Mahnkopf (ed.): Richard Wagner, Konstrukteur der Moderne. Klett-Cotta, Stuttgart 1999, ISBN 3-608-91979-1
- Bryan Magee: The Tristan Chord: Wagner and Philosophy, New York (Metropolitan Books), 2001, ISBN 978-0-8050-6788-0
- Volker Mertens: Richard Wagner und das Mittelalter, in: Ulrich Müller/Ursula Müller (edd.), Richard Wagner und sein Mittelalter, Anif/Salzburg (Müller-Speiser), 1989, pp. 9–84.
- Ulrich Müller/Ursula Müller (edd.): Richard Wagner und sein Mittelalter, Anif/Salzburg (Müller-Speiser), 1989
- Ulrich Müller/Oswald Panagl: Ring und Graal. Texte, Kommentare und Interpretationen zu Richard Wagners »Der Ring des Nibelungen«, »Tristan und Isolde«, »Die Meistersinger von Nürnberg« und »Parsifal«, Würzburg (Königshausen & Neumann), 2002
- Ulrich Müller: The Modern Reception of Gottfried's Tristan and the Medieval Legend of Tristan and Isolde, in: Will Hasty (ed.), A Companion to Gottfried von Straßburg's »Tristan«, Rochester/NY (Camden House), 2003, <2>2010, pp. 285–306.
- Jean-Jacques Nattiez: Wagner androgyne, Paris (Bourgois), 1990; English translation (Stewart Spencer): Princeton (Princeton University Press), 1993
- Jean-Jacques Nattiez, Analyses et interprétations de la musique. La mélodie du berger dans le »Tristan et Isolde« de Wagner, Paris (Vrin), 2013, ISBN 978-2-7116-2512-3
- Peter Petersen: Isolde und Tristan. Zur musikalischen Identität der Hauptfiguren in Richard Wagners „Handlung“ Tristan und Isolde, Königshausen & Neumann, Würzburg 2019, ISBN 978-3-8260-6796-9
- Heinrich Poos: Die »Tristan«-Hieroglyphe. Ein allegoretischer Versuch, in: Heinz-Klaus Metzger/Rainer Riehn (edd.), Richard Wagners »Tristan und Isolde«, München (text + kritik), 1987, pp. 46-103.
- Horst Scharschuch: Gesamtanalyse der Harmonik von Richard Wagners Musikdrama »Tristan und Isolde«. Unter spezieller Berücksichtigung der Sequenztechnik des Tristanstils, Regensburg (Bosse), 1963
- Manfred Hermann Schmid: Musik als Abbild. Studien zum Werk von Weber, Schumann und Wagner, Tutzing (Schneider), 1981
- Sebastian Urmoneit: »Tristan und Isolde« ─ Eros und Thanatos. Zur »dichterischen Deutung« der Harmonik von Richard Wagners 'Handlung' »Tristan und Isolde«, Sinzig (Studio), 2005
- Hans Rudolf Vaget: »Ohne Rat in fremdes Land?«: »Tristan und Isolde« in Amerika: Seidl, Mahler, Toscanini, in: Wagnerspectrum 1/2005, pp. 164–185.
- Egon Voss: »Wagner und kein Ende«. Betrachtungen und Studien, Zürich/Mainz (Atlantis), 1996
- Peter Wapnewski: Der traurige Gott. Richard Wagner in seinen Helden, München (C. H. Beck), 1978
- Peter Wapnewski: Richard Wagner. Die Szene und ihr Meister, München (C. H. Beck), 1978
- Peter Wapnewski: Tristan der Held Richard Wagners, Berlin (Quadriga), 1981
- Peter Wapnewski: Liebestod und Götternot. Zum »Tristan« und zum »Ring des Nibelungen«, Berlin (Corso/Siedler), 1988
- Asuka Yamazaki: Das deutsche Nationalbewusstsein des 19. Jahrhunderts und Richard Wagners „Tristan und Isolde“. Königshausen & Neumann, Würzburg, 2013, ISBN 978-3-8260-5344-3 (Ph. D. dissertation Kyoto University 2012)
- Elliott Zuckerman: The first hundred years of Wagner's Tristan, New York/London (Columbia University Press), 1964